# 貝爾普萊恩 (明尼蘇達州)
貝爾普萊恩（英語：Belle Prairie）是一個位於美國明尼蘇達州斯科特縣的城市。

## 人口
根據2020年美國人口普查的數據，貝爾普萊恩的面積為16.00平方千米，當中陸地面積為15.42平方千米，而水域面積為0.58平方千米。當地共有人口7395人，而人口密度為每平方千米462人。